# Йоана Кепрару
Йоана Кепрару (рум. Ioana Căpraru; нар. 6 вересня 1952, Котігана, Кагул) — виконавиця народної музики з Молдови, народна артистка.

## Біографія
Йоана Кепрару народилася 6 вересня 1952 року в селі Котігана Кагульського району Молдавської РСР, в селянській родині з шістьма дітьми. Батько Йоани Кепрару грав на флейті, а один із її братів грав на акордеоні . Її мати також часто співала на вечірках, весіллях і хрестинах.
У 1975 році закінчила культпросвіт училище імені Є. Сирбу у Сороках. У 1978–1982 роках навчалася в середній музичній школі імені Шт. Няги. Починаючи з 1982 року продовжила навчання в Інституті мистецтв імені Г. Музическу в Кишиневі.
Йоана Кепрару дебютувала на професійному рівні в 1971 році. Була солісткою оркестру народної музики «Miorița» (1971-1972), потім оркестру народної музики «Mugurel» (1980-1990) та оркестру народної музики «Lăutarii» (з 1990). Співпрацювала з оркестрами «Lăutarii», «Plai Moldovenesc», «Fluieraș», «Mărțișor», оркестром братів Адвахових. За час своєї творчої діяльності записала кілька народних пісень на Радіо Кишинева.
У 1993 році отримала звання магістра мистецтв.
28 жовтня 2006 року Йоана Кепрару випустила альбом «De dragul fetelor mele».
У 2009 році Йоана Кепрару отримала звання Народної артистки Республіки Молдова.
Зараз Йоана Кепрару є солісткою оркестру народної музики «Plai Moldovenesc» Міністерства внутрішніх справ, яким керує її чоловік, скрипаль і диригент Володимир Сербушке, і водночас вона також активно виступає у фольклорному ансамблі «Fluieraș» під керівництвом маестро Сергія Чухрія. Йоана Кепрару має трьох дочок: Віоріку, Тудоріцу та Софію.

## Зовнішні посилання
- Йоана Кепрару про музику, яка нас об'єднує, свободу, яка випливає з національних цінностей, і молдаван за кордоном (молд.)
- Знамениті весілля: Йоана Кепрару та Володимир Сербушке (відео) (молд.)
- Йоана Кепрару – художниця, мати та успішна жінка (молд.)